# Thierry Beran
Thierry Beran Magalhaes (* 24. April 1992) ist ein luxemburgischer Eishockeyspieler slowakischer Abstammung, der seit 2015 erneut bei Tornado Luxembourg in der viertklassigen französischen Division 3 spielt. Sein Vater Robert ist ebenfalls luxemburgischer Nationalspieler.

## Karriere
Thierry Beran begann seine Karriere beim IHC Beaufort, der damals in der luxemburgischen Eishockeyliga spielte. Nachdem er von 2009 bis 2011 bei Tornado Luxembourg in der viertklassigen französischen Division 3 gespielt hatte, kehrte er nach Beaufort zurück und trat mit dem Team in der fünftklassigen Rheinland-Pfalz-Liga an. 2015 wechselte er erneut zu Tornado in die Division 3.

### International
Für Luxemburg debütierte Beran bei den Welttitelkämpfen der Division III 2011. Auch 2012, 2013, 2015, 2016 und 2017 nahm er mit der Mannschaft aus dem Großherzogtum an den Spielen der Division III teil. Bei diesen Turnieren spielte er jeweils mit seinem Vater Robert in einer Mannschaft. Bei der Weltmeisterschaft 2018 spielte er für die Moselfranken erstmals in der Division II. Es war das erste Turnier, bei dem er nicht mit seinem Vater in einer Mannschaft stand.

## Erfolge und Auszeichnungen
- 2017 Aufstieg in die Division II, Gruppe B, bei der Weltmeisterschaft der Division III